# Президенти-Пруденти
Президе́нти-Пруде́нти (порт. Presidente Prudente) — муниципалитет в Бразилии, входит в штат Сан-Паулу. Составная часть мезорегиона Президенти-Пруденти. Входит в экономико-статистический микрорегион Президенти-Пруденти. Население составляет 230 789 человек на 2007 год. Занимает площадь 562,107 км². Плотность населения — 367,7 чел./км².
Праздник города — 14 сентября.

## История
Город основан в 1917 году. Назван в честь президента Бразилии в 1894—1898 годах Пруденти ди Морайса.

## Статистика
- Валовой внутренний продукт на 2005 составляет 2.522.500.200,00 реалов (данные: Бразильский институт географии и статистики).
- Валовой внутренний продукт на душу населения на 2005 составляет 12.363,13 реалов (данные: Бразильский институт географии и статистики).
- Индекс развития человеческого потенциала на 2000 составляет 0,846 (данные: Программа развития ООН).

## География
Климат местности: тропический. В соответствии с классификацией Кёппена, климат относится к категории Aw.